# Teen Turn
Teen Turn es una organización benéfica irlandesa que promueve las carreras tecnológicas entre las adolescentes.

## Descripción
Teen Turn es una organización benéfica irlandesa fundada en 2016 por Joanne Dolan y Niambh Scullion con el objetivo de promover la tecnología y las habilidades informáticas entre las niñas de zonas desfavorecidas. Se probó por primera vez en el verano de 2016 con 20 niñas de cinco escuelas y desde entonces se ha expandido a 18 escuelas y 30 empresas de tecnología.
En concreto, el grupo se propone trabajar con chicas de comunidades con bajo nivel de estudios universitarios o de tercer ciclo. Se asocian con empresas de tecnología y digitales para ofrecer prácticas laborales y tutoría. También organiza programas extracurriculares. En 2018, Teen Turn se asoció con The Digital Hub y Gaisce para participar en el Technovation Challenge.

## Reconocimientos
En 2017, la organización Teen Turn fue nombrada EU Digital Impact Organisation of the Year (Organización Digital de Impacto del año de la UE).
En 2018, participantes de este programa en Limerick fueron reconocidas con el premio BT Young Pioneer Award. En 2020, la organización Teen Turn fue nominada al premio Nature’s scientific outreach.